# Dudley Ryder, 1. hrabě z Harrowby
Dudley Ryder, 1. hrabě z Harrowby (Dudley Ryder, 1st Earl of Harrowby, 1st Viscount Sandon, 2nd Baron Harrowby) (22. prosince 1762 Londýn – 26. prosince 1847 Sandon Hall, Anglie) byl britský státník. Patřil k toryům a byl dlouholetým poslancem Dolní sněmovny, jako dědic titulu barona přešel v roce 1803 do Sněmovny lordů. Díky dlouholeté převaze toryů v parlamentu zastával bezmála třicet let funkce ve vládě, byl mimo jiné ministrem zahraničí nebo dlouholetým prezidentem Tajné rady. V roce 1809 získal titul hraběte. Získal také dva čestné doktoráty a byl dlouholetým kurátorem Britského muzea.

## Kariéra
Pocházel z potomstva významného právníka a nejvyššího sudího Sira Dudleye Rydera (1691-1756), byl synem Nathaniela Rydera, 1. barona Harrowby (1731-1803), matka Elizabeth Terrick (1747-1804), byla dcerou londýnského biskupa Richarda Terricka. Studoval v Harrow a Cambridge, krátce po dosažení plnoletosti vstoupil do politiky a v letech 1784-1803 byl členem Dolní sněmovny za stranu toryů, patřil k blízkým přátelům dlouholetého premiéra Williama Pitta mladšího. Díky tomu se již v mládí dostal k vládním úřaddům, byl státním podsekretářem zahraničí (1789-1791) a finančním inspektorem královského dvora (1790-1791), od roku 1790 byl též členem Tajné rady. Dlouhodobě byl pak viceprezidentem obchodního úřadu a náměstkem generálního intendanta armády (Paymaster of the Forces, 1790-1801), zároveň byl mluvčím ministerstva obchodu v Dolní sněmovně (tehdejší prezident úřadu pro obchod hrabě z Liverpoolu zasedal ve Sněmovně lordů). Z úřadu armádního pokladníka přešel v roce 1800 na funkci prezidenta úřadu námořního pokladu (Navy Treasurer, 1800-1801). Po pádu Pittovy vlády v roce 1801 přišel o své úřady, v roce 1803 ale po otci zdědil titul barona a vstoupil do Sněmovny lordů.
V druhé Pittově vládě se stal ministrem zahraničí (1804), v prosinci 1804 ale při pádu na schodech v budově ministerstva zahraničí utrpěl vážný úraz hlavy a dočasně se musel vzdát veřejných aktivit. Do vlády se vrátil v méně významné funkci lorda kancléře vévodství lancasterského (1805-1806), v roce 1806 byl pověřen diplomatickou misí do Rakouska, Pruska a Ruska. V roce 1809 byl povýšen na hraběte z Harrowby, téhož roku byl krátce prezidentem indického kontrolního úřadu a v letech 1809-1812 byl v Percevalově vládě ministrem bez portfeje. V následujícím Liverpoolově kabinetu zastával patnáct let úřad lorda prezidenta Tajné rady (1812-1827). Po smrti G. Canninga odmítl nabídku na převzetí úřadu premiéra, ale nadále zůstal aktivním členem Sněmovny lordů. I když patřil k toryům, podpořil reformní zákony o emancipaci katolíků, zrušení otroctví nebo volební zákon z roku 1832.
Získal čestné doktoráty v Oxfordu a Cambridge, byl dlouholetým kurátorem Britského muzea a zastával řadu dalších čestných funkcí.

## Rodina

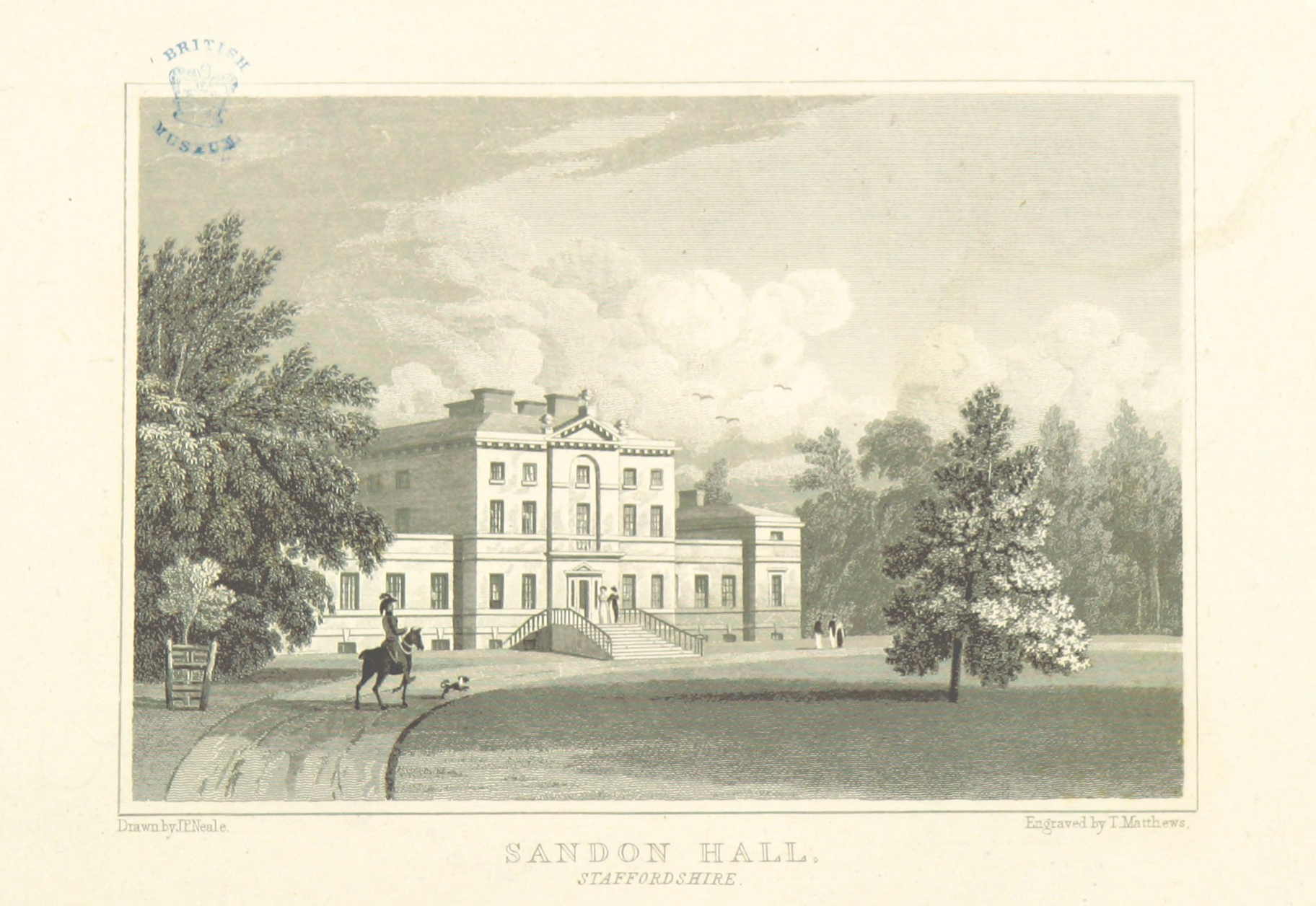
Hlavní rodové sídlo, zámek Sandon Hall (Staffordshire)

V roce 1795 se oženil se Susan Leveson-Gower (1772-1838), dcerou státníka 1. markýze ze Staffordu. Z jejich manželství pocházelo osm dětí:
- Susan Ryder (1796-1827), manžel 1817 Hugh Fortescue, 2. hrabě Fortescue (1783-1861), místokrál v Irsku, lord nejvyšší hofmistr
- Dudley Ryder, 2. hrabě z Harrowby (1798-1882), lord kancléř vévodství lancasterského, lord strážce tajné pečeti
- Granville Dudley Ryder (1799-1879), člen Dolní sněmovny
- Georgiana (1804-1884), manžel 1825 John Stuart-Mackenzie, 2. baron Wharncliffe (1801-1855), člen Dolní sněmovny
- Frederick Dudley Ryder (1806-1882)
- Mary (1810-1900), manžel 1828 Edward Saurin (1791-1878), admirál
- Harriet (†1899), manžel 1839 lord Charles Hervey (1814-1880
- Louisa (†1899), manžel 1833 George Matthew Fortescue (1791-1877), bratr 2. hraběte Fortescue

Ve veřejném životě se uplatnili také mladší bratři 1. hraběte z Harrowby, Richard Ryder (1766-1832) byl dlouholetým členem Dolní sněmovny a v letech 1809-1812 ministrem vnitra, Henry Ryder (1777-1836) byl duchovním, biskupem v Lichfieldu (1815-1824) a v Coventry (1824-1836).
Šlechtické tituly byly odvozeny od názvů rodových sídel získaných rodinou během 18. století, Harrowby Hall (Lincolnshire) a Sandon Hall (Staffordshire).